# Бадамское месторождение
Бадамское месторождение баритовых руд — расположено к юго-востоку от города Шымкента, в долине реки Бадам. Известно с 1926 года. Разведка и оценка месторождения велась в 60-е гг. 20 в. При оценке учитывались общие запасы руд до глубины 210 м. Занимает северную часть Шаткал-Курамского структурно-фациального бассейна. Руды находятся в андезит-порфиритовых осадочных породах нижнего карбона. Месторождение гидротермального тина. Плитообразные и линзовидные жилы длиной до 270 м и мощностью 0,5—4 м. Месторождение барито-флюоритовое. Содержание барита в рудах 19,6—55 %, флюорита 1,3—35 %. Из руды получают баритовый концентрат, главный потребитель которого нефте- и газодобывающая промышленность, использующая его в качестве утяжелителей глинистых растворов при бурении скважин.